# Strophocerus orbipunctata
Strophocerus orbipunctata är en fjärilsart som beskrevs av Paul Dognin 1910. Strophocerus orbipunctata ingår i släktet Strophocerus och familjen tandspinnare. Inga underarter finns listade i Catalogue of Life.